# Bastons (Riudaura)
Bastons és una masia situada al municipi de Riudaura a la comarca de la Garrotxa, a 610 metres d'altitud, i construïda l'any 1734.
El conjunt situat a la part baixa d'una vessant de suau pendent, envoltada de camps de conreu i a prop de la carretera N-260. La façana principal s'orienta cap al sud, tot i que s'accedeix per la façana orientada cap al nord. El mas és de volumetria rectangular, amb planta soterrani, baixa i pis en part de l'edifici, i en la resta de l'edifici de planta sota soterrani, soterrani, baixa i pis. Cal indicar un porxo que hi ha a la façana nord. La teulada és de pendent moderat, i té dos aiguavessos amb els vessants vers les façanes laterals, amb ràfecs de poca volada contruïts amb boquets i taulers de fusta.
En el conjunt s'identifica clarament la cabanya, que se situa separada del mas al seu davant. La façana principal és composta simètricament a partir d'un eix central. En la composició domina el ple respecte del buit. Els murs són de pedra sense tallar amb cantoneres amb pedres més grans i escairades. Els colors de l'edificació són els propis de la pedra. Les obertures són de diferents mides i proporcions, però en general de petites dimensions.